# Хангар
Хангар е голяма сграда, предназначена за съхраняване на летателни апарати (самолети, дирижабли, хеликоптери и други), селскостопански машини или друга едрогабаритна техника.
Обикновено хангарите имат за главна цел да предпазват съхраняваните в тях машини от вятър и валежи, но в случаите, когато се използват и за поддръжка и ремонт, могат да имат и топлоизолирано ограждане и покритие. Хангарите без топлоизолация най-често имат обшивка от профилирана ламарина, в някои случаи от полимерно фолио, а конструкцията им обикновено е дъгова или рамкова, рядко пневматична.